# La abuelita
La abuelita  è un film del 1942 scritto, prodotto e diretto da Raphael J. Sevilla.

## Trama
Adrián vive con sua madre e i suoi figli Anita e Luis. L'uomo decide di assumere Fernando, un uomo sposato, del quale Anita si innamora. La giovane donna frivola e capricciosa cercherà in tutti i modi di sedurre Fernando e lo spingerà ad abbandonare moglie e figlio.

## Produzione
Il film fu prodotto dalla Cinematográfica Grovas.

## Distribuzione
Distribuito dalla Clasa-Mohme Inc., il film uscì nelle sale messicane nel maggio 1942.